# Strange Too
Strange Too - Another Violation by Anton Corbijn es una colección de videos del grupo inglés de música electrónica, Depeche Mode, publicada en 1990 en formato VHS como acompañamiento del álbum Violator de ese mismo año.
Es la tercera colección de videos del grupo, consiste de los seis videos realizados de temas del álbum Violator, todos dirigidos por Anton Corbijn.
Los videos de las canciones Halo y Clean se realizaron exclusivamente para la colección.
La anterior colección de videos de DM se llamó Strange.
Para 2023, se publicó por primera vez en formato digital de Blu-ray/DVD en combinación con Strange, en una presentación con material adicional. El título en portada ha sido someramente alterado a Strange Too - A Colour Mode by Anton Corbijn.

## Contenido
| Strange Too |                                   |          |  |
| N.º         | Título                            | Duración |  |
| 1.          | «Personal Jesus» (vídeo, 1989)    |          |  |
| 2.          | «Policy of Truth» (vídeo, 1990)   |          |  |
| 3.          | «Enjoy the Silence» (vídeo, 1990) |          |  |
| 4.          | «Clean» (vídeo, 1990)             |          |  |
| 5.          | «Halo» (vídeo, 1990)              |          |  |
| 6.          | «World in My Eyes» (vídeo, 1990)  |          |  |

## Créditos
Anton Corbijn - Dirección de los seis videos.
Depeche Mode - David Gahan, Martin Gore, Alan Wilder y Andrew Fletcher.
Richard Bell - Producción.

## Datos
- En 1992 la colección se relanzó en Europa; posteriormente fue otra vez relanzada en ese continente en 1999.
- En América la colección apareció también en Laserdisc. En Japón solo se lanzó en ese formato digital.
- Aunque el video de Halo se realizó para esta colección, después tuvo corrida comercial por canales televisivos de videos musicales y al poco tiempo también en la radio como sencillo promocional.
- Clean es el único tema de Depeche Mode del cual se ha realizado video sin que se publicara ni como sencillo promocional ni como lado B.
- La actriz norteamericana Jenna Elfman es quien aparece en el vídeo de Halo.